# 寶石原燈籠魚
寶石原燈籠魚（学名：Protomyctophum gemmatum）为輻鰭魚綱燈籠魚目灯笼鱼科的其中一種。分布于南半球亞熱帶至南極間的海域，為深海魚類，棲息深度可達2000公尺，體長可達8.6公分。

## 扩展阅读
維基物種上的相關：寶石原燈籠魚